# 율곡면
율곡면(栗谷面)은 대한민국 경상남도 합천군의 면이다. 합천읍, 초계면, 쌍책면, 대양면과 경상북도 고령군과 경계를 접하고 황강이 율곡면 중심을 관통하고 있다. 임진왜란 때 격전지인 백마산성과 천길 절벽의 개벼리, 지방유형문화재 198호인 호연정과 136호로 지정된 청계서원 등의 유적지가 산재되어 있다. 황강은 북율곡(6개리)과 남율곡(8개리)의 중앙을 관류하여 교통이 불편하였으나 영전과 제내를 연결하는 교량이 가설됨으로써 불편이 크게 해소되었으며, 국도 제33호선, 국도 제24호선(16.1km)과 지방도 제1034호선(10.9km)으로 대구, 진주, 창녕을 1시간 생활권으로 하고 있다.

## 연혁
조선시대 중기 율진, 천곡, 갑산면으로 행정구역 분리되었으며, 1914년 행정구역 개편때 세 개면이 통합하여, 율진의 “율”자와 천곡의 “곡”자를 따서 율곡으로 이름하고, 1959년 7월까지 문림리에 면사무소가 있었다. 1959년 8월 1일에 현재의 영전리 교동 455-1 현장소로 이전하여 면사무소를 두고 있다.

## 행정 구역
- 기리
- 내천리
- 낙민리
- 노양리
- 갑산리
- 두사리
- 와리
- 항곡리
- 율진리
- 임북리
- 제내리
- 영전리
- 본천리
- 문림리

## 교육
- 영전초등학교